# 553年
| 千纪： | 1千纪                                                                                                |
| 世纪： | 5世纪 \| 6世纪 \| 7世纪                                                                              |
| 年代： | 520年代 \| 530年代 \| 540年代 \| 550年代 \| 560年代 \| 570年代 \| 580年代                            |
| 年份： | 548年 \| 549年 \| 550年 \| 551年 \| 552年 \| 553年 \| 554年 \| 555年 \| 556年 \| 557年 \| 558年      |
| 纪年： | 癸酉年（鸡年）；南朝梁承聖二年；高昌和平三年；西魏废帝二年；北齊天保四年；萧纪天正二年；新罗開國三年 |

## 大事记
- 第二次君士坦丁堡公會議，是次大公會議將「基督一性論」視為異端。
- 突厥汗國可汗乙息記擊破柔然末代可汗鄧叔子。
- 土門與乙息記先後逝世，土門次子木杆可汗即位。
- 拜占庭帝國將領納爾西斯擊敗東哥德人，取回羅馬城，直到751年被倫巴底人攻下。
- 拜占庭帝國於拉克塔留斯山戰役擊敗東哥特王國，末代國王德亞（Teia）戰死，

## 出生
- 12月10日——陳叔寶，陳宣帝陳頊長子，南朝陳第五任皇帝。

## 逝世
- 铁伐，柔然首领
- 土門，突厥汗國可汗。
- 乙息記，土門之子。
- 蕭紀，南梁皇子，自立為帝，為梁元帝和西魏所滅